# 埃丁·維什恰
埃丁·維什恰（發音：[ědin ʋǐʃtɕa]；1990年2月17日—），是一位波黑足球運動員。在場上的位置是邊鋒。現效力於土耳其足球超級聯賽球隊特拉布宗。他也代表波黑國家足球隊參賽。